# غالس فيري (كونيتيكت)
غالس فيري (بالإنجليزية: Gales Ferry, Connecticut)‏ هي إحدى المناطق التاريخية في الولايات المتحدة و أماكن مخصصة للتعداد تقع في الولايات المتحدة في Jct. of Hurlbutt Rd. and Riverside Pl., Ledyard Township, Gales Ferry, Connecticut.

## التركيبة السكانية
حدّد مكتب تعداد الولايات المتحدة بيانات التركيبة السكانية لغالس فيري في تعداد الولايات المتحدة. في ما يلي، التركيبة السكانية حسب تعدادي 2000 و2010.

### تعداد عام 2010
بلغ عدد سكان غالس فيري 1,162 نسمة بحسب تعداد عام 2010، وبلغ عدد الأسر 450 أسرة وعدد العائلات 320 عائلة مقيمة في المنطقة السكنية. في حين سجلت الكثافة السكانية 365.4 نسمة لكل كيلومتر مربع (946.4/ميل2). وبلغ عدد الوحدات السكنية 480 وحدة بمتوسط كثافة قدره 150.9 لكل كيلومتر مربع (390.8/ميل2).
وتوزع التركيب العرقي للمنطقة السكنية بنسبة 89.16% من البيض و3.79% من الأمريكيين الأفارقة و0.86% من الأمريكيين الأصليين و2.24% من الأمريكيين ذوي الأصول الآسيوية و0.09% من سكان جزر المحيط الهادئ و1.20% من الأعراق الأخرى و2.67% من عرقين مختلطين أو أكثر و6.54% من الهسبانيون أو اللاتينيون من أي عرق.
بلغ عدد الأسر 450 أسرة كانت نسبة 36.4% منها لديها أطفال تحت سن الثامنة عشر تعيش معهم، وبلغت نسبة الأزواج القاطنين مع بعضهم البعض 59.3% من أصل المجموع الكلي للأسر، ونسبة 8.4% من الأسر كان لديها معيلات من الإناث دون وجود شريك،  بينما كانت نسبة 3.3% من الأسر لديها معيلون من الذكور دون وجود شريكة وكانت نسبة 28.9% من غير العائلات. تألفت نسبة 23.6% من أصل جميع الأسر من عدة أفراد يعيشون في نفس المنزل ونسبة 9.6% كانت تتألف من شخص يعيش بمفرده يبلغ من العمر 65 عاماً أو أكثر. وبلغ متوسط حجم الأسرة المعيشية 2.56، أما متوسط حجم العائلات فبلغ 3.04.
بلغ العمر الوسطي للسكان 43.2 عاماً. وكانت نسبة 25.4% من القاطنين تحت سن الثامنة عشر، وكانت نسبة 4.8% بين الثامنة عشر والرابعة والعشرين عاماً، ونسبة 23.5% كانت واقعةً في الفئة العمرية ما بين الخامسة والعشرين والرابعة والأربعين عاماً، ونسبة 30.7% كانت ما بين الخامسة والأربعين والرابعة والستين، ونسبة 15.6% كانت ضمن فئة الخامسة والستين عاماً فما فوق. وتوزع التركيب الجنسي للسكان بنسبة 50.2% ذكور و49.8% إناث.